# Vozera Snudy
Vozera Snudy (vitryska: Возера Снуды) är en sjö i Belarus.   Den ligger i voblasten Vitsebsks voblast, i den norra delen av landet, 210 km norr om huvudstaden Minsk. Vozera Snudy ligger 127 meter över havet.
I omgivningarna runt Vozera Snudy växer huvudsakligen savannskog. Runt Vozera Snudy är det glesbefolkat, med 16 invånare per kvadratkilometer.